# Marilyse Leroux
Marilyse Leroux, née en 1955 à Vannes (Morbihan), est une autrice, poète et chansonnière française.

## Biographie
Née en Bretagne, Marilyse Leroux passe son enfance à Arradon, au bord du golfe du Morbihan. Dès sa jeunesse, elle se consacre à des activités littéraires. Professeure pendant plus de trois décennies dans le public au collège Montaigne de Vannes, aujourd'hui disparu, elle anime des ateliers d'écriture pour jeunes et adultes depuis 1977. 
Marilyse Leroux commence à écrire des poèmes en vers et en prose dans les années 1980. En 1986, entrée sous le double parrainage de Serge Brindeau et Joël Sadeler, elle devient membre de l'association poétique Donner à Voir. Elle rejoint également l'association Nervures, qui promeut la lecture et l'écriture en milieu rural.

## Œuvre
Marilyse Leroux a d'abord été publiée dans plusieurs revues (Donner à voir, Cabaret, Décharge, Cairns, Arpa, Verso, L'Ampoule...) et sites spécialisés (Harfang). Puis, elle a publié une trentaine de recueils. Certains de ses poèmes ont été traduits en coréen et en allemand. 
Critique littéraire pour la Revue Texture, Recours au poème et Babelio, elle écrit aussi des nouvelles, publiées chez Stéphane Batigne Éditeur, aux éditions Rhubarbe et Gros Textes, des contes et des fantaisies lexicales. Trois romans jeunesse et une demi-douzaine de livres d'artiste de sa plume ont paru depuis 2013. Elle travaille fréquemment en lien avec des artistes d'autres médiums, peintres, graveurs, photographes, musiciens, etc. 
Chansonnière, elle écrit également des textes mis en musique et interprétés par le groupe suisse Padici (Regula Born), Jacques Ibanès, le groupe Lakh a bar et Armel Mandart. 
Selon le poète Guillevic, Marilyse Leroux « s'est engagée dans une aventure de vie qui nécessite autant de patience que de passion », tandis que Charles Le Quintrec affirme : « Jamais sa poésie ne pèse ni ne pose. » 
Elle emprunte à Saint-John Perse sa devise : « Poésie pour mieux vivre et plus loin. »

### Poésie

#### Recueils de poésie
- Jours de Canche, poèmes en prose, Atlas poétique des rivières, photographies d'Isabelle Baudelet, Éditions de la B, 2024.
- Sept fleurs pour un chant, plus celles que l'on imagine, Encres vives, 2024.
- Rivière toi aussi, Éditions de la B, 2023.
- Les mains bleues, Éditions Rhubarbe, novembre 2022, sélection Prix Jean Follain.
- Une île, presque, Interventions à Haute Voix, mars 2021.
- On n'a rien dit de l'océan, œuvres d'Anouk Van Renterghem, L'Atelier des Noyers, février 2021.
- Nés arbres, gravures de Thierry Tuffigo, L'Ail des ours, 2020.
- Le sein de la terre, dessins de Véronique Durruty, La Lucarne des écrivains, 2018, Prix Maram al-Masri 2018[8].
- Ancrés, œuvres de Danielle Péan Le Roux, Éd. Rhubarbe, 2016.
- Le Bigre bang. Les mystères de la création, avec Alain Kewes, Gros Textes, coll. « Les tilleuls du square », 2015, 100 pages.
- Le temps d'ici, œuvre de Xureli, Éd. Rhubarbe, 2013 : prix de poésie Angèle Vannier de l'Association des Écrivains bretons en 2014[4].
- Manoli, ciel et feu, 2011, auto-édition, tirage limité.
- Quelques roses pour ton jardin, tirage limité sous presse typographique, Atelier de Groutel, 2011. Version intégrale inédite.
- Le fil des jours, dessins de Xureli, Donner à voir, 2007.
- Grains de lumière, poésie, dessins de Xureli, L'épi de seigle, 1999.
- Herbes, poésie, dessins de Xureli, Donner à voir, 1995.

#### Poésie jeunesse
- Sur ma table, illustrations de Consuelo de Mont Marin, Donner à voir, 2019.

#### Livres d'artistes
- À nous tous, leporello, collages de Ghislaine Lejard, mars 2021.
- Pivoines, sur des gravures de Danielle Péan Le Roux, mai 2019, L'Œil de la Méduse.
- Urbaine, avec le plasticien Francis Rollet, CMJN éditions, octobre 2015.
- Insondable, sur une gravure de Danielle Péan Le Roux, juin 2015, L'Œil de la Méduse.
- Deux faces pour l’éveil du monde,  avec le plasticien Francis Rollet, L3V, mt-galerie, juin 2014.
- Que retenir qui s’échappe, avec la plasticienne Choupie Moysan, L3V, mt-galerie, juin 2014.
- Entre-deux, livre pauvre avec la collagiste Ghislaine Lejard, L3V, MT-galerie, décembre 2013.

### Prose

#### Romans jeunesse
- Naïa et la voix magique, illustrations de Luis Luberti, Stéphane Batigne Éditeur, 2019[9].
- La chasse à la sorcière, Stéphane Batigne Éditeur, 2018.
- Babou a disparu !, Stéphane Batigne Éditeur, 2016.

#### Recueils de nouvelles
- Grand A, petit m, Stéphane Batigne Éditeur, 2016.
- Blanc bleu, Éd. Rhubarbe, 2014.

#### Nouvelles en anthologies
- Kenavo dans Longères, bombardes et ressacs, Stéphane Batigne Éditeur, 2016.
- Terre vivante dans Partir, revenir, Stéphane Batigne Éditeur, 2014.
- Sous les boulons, la plage dans Le grain de sable, Stéphane Batigne Éditeur, 2013.

#### Inclassable
- Les Zôs, essai de description raisonnée des Zôs, Zûs et Zârts, augmentés d'utiles observations sur leur habitat, leurs mœurs et les différentes façons d'en sourire, dessins de Consuelo de Mont Marin, Éd. Rhubarbe, mai 2021.

### Publications collectives

#### Anthologies poétiques
- Faire courir la photographie, Ad verba éditions, 2025.
- Habiter la maison, La Maison de l'abbé Prévost à Hesdin, Territoire poétique, éditions de la B, avril 2025.
- Runes et Ruines, dirigé par Marilyne Bertoncini pour Embarquement poétique, Éditions Chemins de Plume, « Les Cahiers de Poètes & Co. », avril 2025, 116 p.  (ISBN 9782849542361)
- Du corps du poète au corps poétique, dir. Marilyne Bertoncini pour Embarquement poétique, Éditions Chemins de Plume, « Les Cahiers de Poètes & Co. », juillet 2024, 142 pages.  (ISBN 978-2849542309)
- Itinérance poétique, Le Chemin des poètes, Le Printemps de Durcet, mai 2024.
- Tu risques l'étoile, Po&psy et érès, hommage à Andrée Chedid.
- Kaléidoscope, Cécile A. Holbann, L'Atelier des Noyers, 2023.
- Plus de cent frontières, éditions Pourquoi viens-tu si tard ?, 2023.
- Cairns, différents numéros dont 33, 34, 37..., sous la direction de Patrick Joquel.
- Forêt(s), anthologie, Donner à Voir, 2022. Participation depuis les années 80 à plusieurs ouvrages collectifs de Donner à Voir depuis 1986, Arbre(s), Lumière(s), Gourmandise(s), Enfance(s), Marine(s), Visage(s), etc.
- Rivière de laine, 2021 et 2022; La Fabrique poétique d'Isabelle Baudelet.
- Territoire poétique 2022- 2024, 1- Le Moulin du Bacon, 2- Les Jardins ouvriers, 3- Passages, La Fabrique poétique, 2022. 4- Habiter la maison (Maison natale de l'Abbé Prévost à Hesdin), La Fabrique poétique 2023-2024.
- Créer, c'est résister, livre d'artistes, ateliers Miennée de Lanoué, 2022.
- Le désir, Aux couleurs du poème, poésie, anthologie établie par Bruno Doucey et Thierry Renard, Éditions Bruno Doucey, 2021.
- Courage !, poésie, anthologie établie par Bruno Doucey et Thierry Renard, Éditions Bruno Doucey, 2020.
- Le courage des vivants, collectif dirigé par Christine Durif-Bruckert et Alain Crozier, Jacques André éditeur, 2020.
- Portraits de Bretagne, L'aventure Carto, 2020.
- Poètes de Bretagne, Charles Le Quintrec, La Table Ronde, 2008, réédition 2018.
- Au fond de nos yeux, Yvon Kervinio, L'aventure Carto, 2017.
- La vie bat aux tempes du poème, collectif, éditions Mille et une vies, 2016.
- Xavier Grall parmi les siens, poésie, ouvrage collectif, éditions Rafael de Surtis, 2013.
- Zeit zum Leben / Le temps de vivre, 21 poètes de Bretagne, ouvrage bilingue, Rüdiger Fischer, Éditions En Forêt / Verlag Im Wald, Bavière, 2010.

#### Anthologie numérique permanente
- L'e-musée de l'objet, site d'Ella Balaert[10] : 
  - La bouilloire et son pot à lait, Véga, 2020
  - La table de nuit,  La médaille, 2021
  - Du lustre vintage à la boule à bonbons, De la petite voiture à rétro-friction à la miniature de collection, 2022
  - La cuiller à beurre, Les deux verres, 2023

#### Autres
- CUBIC Mail-Art Project, projet collectif, Diane Beauchamps, 2022-2023.
- Mon année de français CM2, manuel Nathan 2021 par Françoise Picot, pages 142 à 144. Guide pédagogique pages 204-205 et 209
- L'école des poètes, poésie, Joël Sadeler, Hachette Littératures, 1990. Poème « Les conjusaisons » repris dans plusieurs publications scolaires et pédagogiques

### Articles annexes
- Association des Écrivains bretons
- Stéphane Batigne
- Marilyne Bertoncini
- Serge Brindeau
- Charles Le Quintrec
- Joël Sadeler